# Аксёнов (Волгоградская область)
Аксёнов — хутор в Новониколаевском районе Волгоградской области России. Входит в состав Верхнекардаильского сельского поселения.

## География
Хутор находится в северо-западной части Волгоградской области, в степной зоне, в пределах Хопёрско-Бузулукской равнины, на правом берегу реки Купавы, на расстоянии примерно 28 километров (по прямой) к северо-востоку от посёлка городского типа Новониколаевский, административного центра района. Абсолютная высота — 117 метров над уровнем моря.
Часовой пояс
Хутор Аксёнов, как и вся Волгоградская область, находится в часовой зоне МСК (московское время). Смещение применяемого времени относительно UTC составляет +3:00.

## Население
| 2010 |
| ---- |
| 3    |

Гендерный состав
По данным Всероссийской переписи населения 2010 года в гендерной структуре населения мужчины составляли 100 %.
Национальный состав
Согласно результатам переписи 2002 года, в национальной структуре населения русские составляли 55 % из 11 чел., марийцы — 45 %.

## Улицы
Уличная сеть хутора состоит из одной улицы (ул. Раздольная).